# Rafał Sieniawski (chorąży halicki)
Rafał Sieniawski z Sieniawy herbu Leliwa,(ur. XV w. i zm. 1518) – asesor lwowskich sądów: grodzkiego i ziemskiego (od 1485). W sądzie grodzkim we Lwowie zastępował sędziego i rozsądzał sprawy żydowskie na sesji sądu dla Żydów (1492), sędzia grodzki lwowski (od 1498), chorąży halicki (od 1502).
Na sejmie piotrkowskim rozjemca rozstrzygający spory szlacheckie (1504).
Od króla Aleksandra Jagiellończyka uzyskał zwolnienie na 10 lat od podatków z trzymanych w tenucie dóbr królewskich w pow. halickim i lwowskim (1506 na sejmie lubelskim). 
Dziedzic części Sieniawy i Chodorkowic oraz ich bogatych przynależności. Przejął królewszczyzny: Wojniłów z 5 wsiami w ziemi halickiej i Bakowce z 5 wsiami w ziemi lwowskiej. Miał też w tenucie połowę Gołuchowic w tej ziemi.
Ojciec Mikołaja - hetmana wielkiego koronnego, Aleksandra, Prokopa - stolnika lwowskiego i córki o nieznanym imieniu.